# Ballyhoura

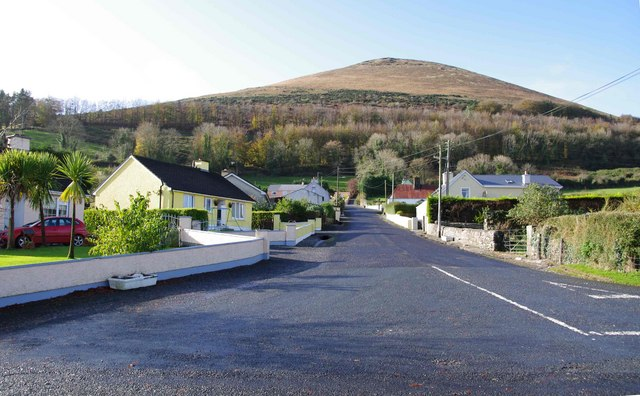
Glenosheen Village con la catena alle spalle

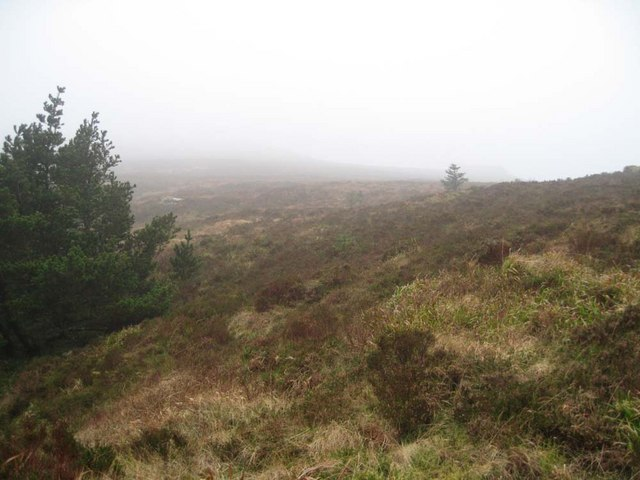
Pendio del Black Rock

I monti Ballyhoura (in inglese Ballyhoura Mountains, in gaelico irlandese An Sliabh Riabhach) sono una catena montuosa situata tra la contea di Limerick e quella di Cork, nel Munster centrale, Repubblica d'Irlanda. Fungono da confine per circa sei miglia tra queste contee.

## Caratteristiche
La parte meridionale della catena presenta un'elevata quantità di boschi di conifere, mentre sul versante settentrionale abbondano landa e Blanket Bog. Tra le cime della catena si annoverano lo Seefin (528 m), il Black Rock (516 m), il Carron Mountain (440 m).